# Monte Gerdel
Il Monte Gerdel (in lingua inglese: Mount Gerdel) è una montagna antartica, alta 2.520 m, situata 4 km a sudest del Monte Andrews, sul fianco meridionale del Ghiacciaio Albanus, nei Monti della Regina Maud, in Antartide. 
Fu mappato dall'United States Geological Survey sulla base di ispezioni in loco e foto aeree scattate dalla U.S. Navy nel periodo 1960–63.
La denominazione è stata assegnata dall'Advisory Committee on Antarctic Names (US-ACAN) in onore del tenente David H. Gerdel (1938-2010), della U.S. Navy, che faceva parte del gruppo che passò l'inverno del 1965 alla Stazione Byrd.